# Liu Yaxin
Pour les articles homonymes, voir Liu.
Liu Yaxin (chinois : 柳雅欣 ; pinyin : Liǔyǎxīn), née le 16 juin 1999 à Longquan (Lishui, Zhejiang), est une nageuse chinoise spécialiste du dos, vainqueur du 200 m dos lors des Jeux asiatiques de 2018.

## Jeunesse
Née dans la province du Zhejiang, ses parents partent pour Wenzhou alors qu'elle est encore bébé. Son père la pousse à faire de la natation pour lui apprendre à « sauver des vies ».

## Carrière
Participant aux Championnats du monde juniors 2015, elle termine sur la deuxième marche du podium du 200 m dos derrière l'Australienne Minna Atherton (2 min 9 s 11). Elle réalise un temps de 2 min 9 s 44 et bat la troisième, la Canadienne Taylor Ruck, pour .05.
À dix-sept ans, elle se qualifie pour le 200 m dos des Jeux olympiques d'été de 2016 à Rio de Janeiro. Là, elle termine 4e de sa série en 2 min 8 s 84. En demi-finale, elle termine 2e de la première course en 2 min 7 s 56 derrière la Canadienne Hilary Caldwell. Elle réalise la quatrième meilleure performance des demi. Elle ne réussit pas un aussi bon temps en finale et finit la course en seulement 2 min 9 s 03, loin derrière la championne olympique Madeline Dirado qui remporte la course en 2 min 5 s 99. Aux Championnats d'Asie cette année-là, elle termine derrière sa compatriote Chen Jie (2 min 8 s 98) sur le 200 m dos en 2 min 9 s 01. Les deux athlètes passent sous la barre du record des championnats qui était de 2 min 9 s 58.
En 2017, elle ne réussit pas à se qualifier pour la finale du 200 m dos des Championnats du monde à Budapest. Elle termine sa demi-finale en 2 min 9 s 02 et atteint la douzième place alors que la dernière qualifiée a nagé 2 min 7 s 64.
Lors du premier jour de compétition de natation des Jeux asiatiques de 2018, elle remporte la médaille d'or sur le 200 m en 2 min 7 s 65 devant la Japonaise Natsumi Sakai (2 min 8 s 13) et sa compatriote Peng Xuwei (2 min 9 s 14).
Aux Mondiaux 2019, elle atteint les demi-finales du 200 m dos mais ne les dépasse pas, terminant dernière de sa course en 2 min 10 s 72. En octobre, lors de sa participation aux Jeux mondiaux militaires, elle remporte le 200 m dos en 2 min 9 s 92 devant la Russe Daria Ustinova (2 min 10 s 64) et l'Italienne Giulia Ramatelli (2 min 13 s 95).

## Palmarès
| Année | Compétition                           | Lieu           | Place | Course               | Temps         |
| ----- | ------------------------------------- | -------------- | ----- | -------------------- | ------------- |
| 2015  | Championnats du monde juniors         | Singapour      | 2e    | 200 m dos            | 2 min 9 s 44  |
| 2016  | Jeux olympiques                       | Rio de Janeiro | 7e    | 200 m dos            | 2 min 9 s 03  |
| 2016  | Championnats du monde en petit bassin | Windsor        | 16e   | 200 m dos            | 2 min 7 s 19  |
| 2016  | Championnats d'Asie de natation       | Tokyo          | 2e    | 200 m dos            | 2 min 9 s 01  |
| 2017  | Championnats du monde                 | Budapest       | 12e   | 200 m dos            | 2 min 9 s 02  |
| 2018  | Jeux asiatiques                       | Jakarta        | 1re   | 200 m dos            | 2 min 7 s 65  |
| 2018  | Championnats du monde en petit bassin | Hangzhou       | 11e   | 200 m dos            | 2 min 5 s 25  |
| 2019  | Championnats du monde                 | Gwangju        | 16e   | 200 m dos            | 2 min 12 s 93 |
| 2019  | Jeux mondiaux militaires              | Wuhan          | 1re   | 200 m dos            | 2 min 9 s 92  |
| 2023  | Championnats du monde                 | Fukuoka        | 3e    | 4 × 200 m nage libre |               |
| 2025  | Championnats du monde                 | Singapour      | 3e    | 4 × 200 m nage libre |               |

## Records personnels
| Course    | Temps        | Lieu           | Date              |
| --------- | ------------ | -------------- | ----------------- |
| 50 m dos  | 29 s 14      | Pékin          | 29 septembre 2015 |
| 100 m dos | 1 min 1 s 72 | Indianapolis   | 4 mars 2017       |
| 200 m dos | 2 min 7 s 56 | Rio de Janeiro | 11 août 2016      |

| Course    | Temps        | Lieu      | Date             |
| --------- | ------------ | --------- | ---------------- |
| 50 m dos  | 28 s 00      | Singapour | 15 novembre 2018 |
| 100 m dos | 58 s 92      | Pékin     | 3 novembre 2018  |
| 200 m dos | 2 min 4 s 60 | Pékin     | 4 novembre 2018  |